# فريد عليدو
فريد عليدو (مواليد 18 يوليو 2001) هو لاعب كرة قدم ألماني يلعب في مركز الجناح في نادي آينتراخت فرانكفورت.

## وصلات خارجية
- فريد عليدو على موقع قاعدة بيانات كرة القدم.إي يو (الإنجليزية)
- فريد عليدو على موقع Soccerway.com (الإنجليزية)
- فريد عليدو على موقع عالم كرة القدم.نت (الإنجليزية)